# Jupiter Icy Moons Explorer
«  Juice (sonde spatiale) » redirige ici. Pour les autres significations, voir Juice.
Jupiter Icy Moons Explorer, souvent désignée par l'acronyme JUICE ou Juice, est une mission spatiale de l'Agence spatiale européenne lancée le 14 avril 2023 vers les satellites naturels de Jupiter par une fusée Ariane 5 (VA260). La sonde spatiale doit se placer en orbite autour de Jupiter en juillet 2031 puis étudier en les survolant à plusieurs reprises trois des quatre satellites galiléens — Callisto, Europe et Ganymède —. La sonde spatiale doit ensuite se placer en orbite autour de Ganymède en décembre 2034 pour une étude plus approfondie de ce satellite, qui doit s'achever en septembre 2035. Pour parvenir jusqu'au système jovien, la sonde utilise l'assistance gravitationnelle de la Terre à trois reprises ainsi que celle de Vénus.
L'objectif principal de la mission est de déterminer si des conditions propices à l'émergence de la vie sont présentes dans les océans sous-glaciaires qui semblent exister sur trois des quatre lunes galiléennes. Il s'agit de mesurer les caractéristiques de ces océans et de reconstituer les modalités de leur formation. Des études plus poussées seront effectuées sur Callisto et plus particulièrement Ganymède qui présente la particularité de disposer d'un champ magnétique notable. La sonde spatiale doit également faire avancer nos connaissances sur l'atmosphère et la magnétosphère de la planète Jupiter.
La sonde spatiale JUICE a une masse d'environ 6 tonnes et utilise des panneaux solaires pour produire son électricité. Elle emporte environ 285 kilogrammes d'instrumentation scientifique. Ceux-ci comprennent des spectromètres pour l'étude de la composition du sol et de l'atmosphère des lunes, une caméra et un altimètre pour réaliser une carte topographique de leur surface, un radar pour étudier les strates superficielles du sous-sol et notamment de la croûte de glace et des océans éventuels, une expérience de radio permettant de déduire la structure interne des astres, un magnétomètre et des instruments de mesure des champs et des particules pour déterminer les caractéristiques de l'environnement spatial.
JUICE est la première mission scientifique phare (classe L) du programme spatial scientifique de l'ESA, le programme Cosmic Vision pour la décennie 2015-2025. Le projet est lancé sous l'appellation Jupiter Ganymede Orbiter (JGO) mais est légèrement remanié et rebaptisé à la suite de l'abandon en 2010 par la NASA de sa mission Jupiter Europa Orbiter (JEO), à destination d'Europe, avec laquelle JGO forme la Europa Jupiter System Mission - Laplace (EJSM - Laplace). JUICE, opposée aux projets d'astronomie spatiale ATHENA et NGO, est sélectionnée par le comité du programme scientifique de l'ESA en mai 2012. Il s'agit de la première sonde spatiale pleinement européenne à destination des planètes externes du Système solaire.

## Contexte
La mission JUICE doit étudier la planète Jupiter et ses satellites.

### Jupiter et les lunes galiléennes
La planète Jupiter avec son cortège de satellites constitue l'archétype des planètes géantes gazeuses présentes dans le Système solaire. Les lunes galiléennes sont les quatre plus grands satellites naturels de Jupiter. Par ordre croissant d'éloignement à la planète, il s'agit de Io, Europe, Ganymède et Callisto. Ces satellites sont parmi les plus grands objets du Système solaire à l'exception du Soleil et des huit planètes, tous étant plus grands que les planètes naines. En particulier, Ganymède est la lune la plus grande et la plus massive du Système solaire, dépassant en taille la planète Mercure. Les quatre lunes ont une densité décroissante avec la distance de Jupiter, Callisto la plus éloignée étant la moins dense. Alors que cette lune semble dépourvue d'un noyau différencié les trois autres disposent d'un noyau plus dense et d'un manteau constitué de matériaux moins denses. L'étude des environnements très différents de ces quatre lunes doit permettre d'identifier les mécanismes physiques et chimiques qui conditionnent l'évolution du système jovien.
|                                     | Io | Europe | Ganymède | Callisto |
| ----------------------------------- | --- | --- | --- | --- |
| Photographie (par Galileo)          | | | | |
| Structure interne                   | | | | |
| Rayon moyen (km)                    | 1 821,5 | 1 560,8 | 2 631,2 | 2 410,3 |
| Densité (g/cm3)                     | 3,530 | 3,010 | 1,940 | 1,830 |
| Demi-grand axe (km)                 | 421 800 | 671 100 | 1 070 400 | 1 882 700 |
| Période orbitale (jours terrestres) | 1,769 138 | 3,551 181 | 7,154 553 | 16,689 017 |
| Inclinaison de l'axe (degrés)       | 0,04 | 0,47 | 0,44 | 0,19 |
| Excentricité orbitale               | 0,004 | 0,009 | 0,001 | 0,007 |
| Principales caractéristiques        | Surface très jeune 400 volcans actifs Noyau métallique Absence d'eau Radioactivité très élevée (3600 rem/jour) | Surface très jeune Croûte de glace flottant sur un manteau de glace plus chaud Océan subglaciaire au contact du plancher de silicates Noyau métallique (à confirmer) Radioactivité très élevée (500 rem/jour) | Surface ancienne Croûte de glace flottant sur un manteau de glace plus chaud Océan subglaciaire entre deux couches de glace Noyau métallique liquide Présence d'un champ magnétique Radioactivité élevée (8 rem/jour) | Surface extrêmement ancienne Mélange de glace et de roche mal différencié Océan subglaciaire entre deux couches de glace Pas de noyau métallique Radioactivité négligeable (0,01 rem/jour) |

### Océans subglaciaires des lunes galiléennes
Le postulat actuel est que quatre conditions sont nécessaires (mais pas suffisantes) pour que la vie puisse apparaître sur un corps céleste : l'eau doit y être stable à l'état liquide, l'environnement doit fournir de l'énergie chimique, certains composants chimiques formés d'éléments, tels que le carbone, l'hydrogène, l'oxygène, l'azote, le soufre, doivent être présents et ces conditions doivent se maintenir sur des échelles de temps géologiques. On définit la zone habitable d'un système stellaire comme la région où l'eau peut exister à l'état liquide à sa surface (ni trop près, ni trop loin de l’étoile). Dans le Système solaire actuellement seules la Terre et Vénus sont situées dans la zone habitable bien que, en dehors de la zone habitable, de l'eau liquide ait coulé à la surface de Mars, mais probablement pas suffisamment longtemps (quatrième condition) pour que la vie ait eu le temps de s'y développer.
En 1995 la sonde spatiale Galileo découvre que trois des quatre lunes galiléennes (Europe, Ganymède et Callisto) pourraient posséder un océan d'eau liquide dit subglaciaire sous leur croûte glacée, bien qu'elles soient largement situées en dehors de la zone habitable du Système solaire. Leur formation serait issue de la combinaison de deux facteurs : d'une part, une source de chaleur dans le noyau et le manteau du corps céleste (issue des désintégrations radioactives ou du réchauffement par effet de marée) et, d'autre part, la présence d'une couche supérieure de glace solide suffisamment épaisse pour produire une pression élevée et constituer un isolant thermique entre la température extérieure du satellite (très basse, de l'ordre de 100 kelvins pour Europe, par exemple) et le point où la température peut atteindre le point de liquéfaction de l'eau.
Si les autres conditions sont réunies (éléments chimiques, énergie, stabilité temporelle), cet océan subglaciaire pourrait constituer un environnement habitable permettant l'émergence d'une vie organisée. Si les géantes gazeuses, très fréquentes dans les autres systèmes planétaires, sont similaires à Jupiter, alors leurs satellites recouverts de glace pourraient constituer l'habitat le plus fréquent dans l'Univers, plus fréquent que les planètes analogues à la Terre qui nécessitent que des conditions très précises soient réunies pour que leurs océans à l'air libre puissent exister.

### Ganymède
L'épaisseur de la couche de glace qui coiffe l'océan subglaciaire de Ganymède, tout comme la profondeur de celui-ci, ne sont pas connues avec précision. Ganymède présente la particularité unique parmi les satellites naturels du Système solaire de disposer d'un champ magnétique (parmi les planètes non gazeuses, seules la Terre et Mercure ont un champ magnétique). Une hypothèse a été émise sur l'origine de ce champ magnétique (des sels dissous dans l'océan subglaciaire rendraient celui-ci conducteur, ce qui permettrait la génération de champs électrique et magnétique secondaires en réaction à la rotation du champ magnétique jovien), mais elle reste à confirmer. Ganymède est un corps différencié, mais sa structure est mal connue et repose sur des hypothèses qui doivent être vérifiées. L'état d'équilibre hydrostatique doit être également confirmé en effectuant une meilleure évaluation de la déformation induite par les forces de marée produites par Jupiter. La surface de Ganymède est généralement très ancienne et présente un mélange de bassins d'impact anciens et de cratères récents avec des paysages dominés par des processus tectoniques ponctués peut-être par le cryovolcanisme. Son étude est particulièrement intéressante notamment parce qu'elle est représentative des corps glacés que l'on trouve dans le Système solaire externe. Mais sa géologie régionale et locale est mal connue, car les portions cartographiées par la sonde spatiale Galileo, avec une résolution meilleure que 100 mètres par pixel, représentent moins de 1 % de sa surface totale.

### Callisto
Callisto possède la surface la plus cratérisée de tous les corps du Système solaire et c'est à ce titre un témoin idéal de la formation du système jupitérien. Moins dense que les autres lunes galiléennes, elle est composée d'un mélange mal différencié de roches et de glaces et sans doute d'un noyau de silicates. La taille de l'océan subglaciaire et sa position par rapport à la surface sont à préciser. Pratiquement de la même taille que Mercure, Callisto est cependant trois fois moins dense qu'elle. Callisto est située à la limite de la magnétosphère de Jupiter et ne subit donc pas le rayonnement qui rend les autres lunes galiléennes inhabitables.

### Europe
Avec un diamètre de 3 122 km, Europe est légèrement plus petite que la Lune. Elle est principalement constituée de roches silicatées et d'une croûte de glace d'eau, ainsi que probablement d'un noyau de fer et de nickel. Elle possède une très mince atmosphère, composée principalement d'oxygène. Sa surface présente notamment des stries glaciaires et des fissures appelées lineae, mais peu de cratères d'impact. Europe possède la surface la plus lisse de tous les objets célestes connus du Système solaire. Cette surface jeune — d'un âge estimé à 100 millions d'années — et sans relief associée à la présence d'un champ magnétique induit conduit à l'hypothèse que, malgré une température de surface moyenne de 90 K (−183 °C), elle posséderait un océan d'eau souterrain d'une profondeur de l'ordre de 100 km qui pourrait éventuellement abriter une vie extraterrestre. Le modèle prédominant suggère que le réchauffement par effet de marée dû à son orbite légèrement excentrique — maintenue par sa résonance orbitale avec Io et Ganymède — permet à l'océan de rester liquide et entraînerait un mouvement de glace similaire à la tectonique des plaques, la première activité de ce type constatée sur un autre objet que la Terre. Du sel observé sur certaines caractéristiques géologiques suggère que l'océan interagit avec la croûte, fournissant également une source d'indices pour déterminer si Europe pourrait être habitable. En outre, le télescope spatial Hubble a détecté l'émission de panaches de vapeur d'eau similaires à ceux observés sur Encelade, une lune de Saturne, qui seraient causés par des geysers en éruption et qui permettraient éventuellement de détecter des traces de vie.

### Atmosphère de Jupiter
L'atmosphère de Jupiter est la plus importante des atmosphères des planètes du Système solaire. Elle est composée principalement d'hydrogène et d'hélium ; les autres composants chimiques sont présents seulement en petite quantité, dont le méthane, l'ammoniac, le sulfure d'hydrogène et l'eau. Ce dernier composant n'a pas été observé directement, mais il se trouverait dans les profondeurs de l'atmosphère. Il y a environ trois fois plus d'oxygène, d'azote, de soufre et de gaz nobles dans l'atmosphère jovienne que dans le Soleil.
L'atmosphère de Jupiter se caractérise par l'absence de limite inférieure précise et se mélange graduellement aux fluides intérieurs de la planète. De bas en haut, les couches atmosphériques sont la troposphère, la stratosphère, la thermosphère et l'exosphère. Chaque couche a un gradient thermique caractéristique. La plus basse, la troposphère, possède un système complexe de nuages et de brumes, comprenant des couches d'ammoniac, de l'hydrosulfure d'ammonium et de l'eau. Les hauts nuages d'ammoniac visibles sur la « surface » de Jupiter sont organisés en une douzaine de bandes parallèles à l'équateur et sont bordés par des courants atmosphériques (des vents) connus sous le nom de courants-jets. Les courants n'ont pas la même couleur : ceux de couleur foncée sont appelés « bandes », tandis que ceux de couleur claire sont appelés « zones ». Ces zones, qui sont plus froides que les bandes, correspondent à l'air ascendant, tandis que les bandes sont de l'air descendant. La couleur claire des zones serait due à de la glace d'ammoniac ; toutefois ce qui donne aux bandes leurs couleurs sombres n'est pas connu. Les origines de cette structure en bandes et en zones ne sont pas très bien connues, bien que deux types de modèles existent. Les shallow models (en français « modèles peu profonds ») considèrent qu'il s'agit d'un phénomène de surface qui recouvre un intérieur stable. Dans les deep models (en français « modèles profonds »), les bandes et les zones sont les manifestations en surface de la circulation intérieure du manteau de Jupiter fait de dihydrogène.
L'atmosphère jovienne présente une grande variété de phénomènes actifs, dont l'instabilité de ses bandes, les vortex (les cyclones et anticyclones), les orages et les éclairs. Les vortex se présentent sous la forme de grandes taches rouges, blanches ou marron. Les deux plus grands sont la Grande Tache rouge et Ovale BA, qui est aussi rouge. Ces deux vortex, de même que les autres sont des anticyclones. Les anticyclones plus petits tendent à être blancs. Ces vortex semblent être des structures relativement peu profondes avec une profondeur n'excédant pas les 100 kilomètres. Située dans l'hémisphère sud, la Grande Tache rouge est le plus grand vortex connu du Système solaire. Elle est grande comme trois fois la Terre et existe depuis au moins trois cents ans. L'Ovale BA, au sud de la Grande Tache rouge, est un anticyclone mesurant un tiers de la taille de la Grande Tache rouge et ayant pris forme en l'an 2000, à la suite de la fusion de trois petits anticyclones. Jupiter connaît de puissantes tempêtes, toujours accompagnées d'éclairs. Les tempêtes sont le résultat de convection dans l'atmosphère associée à l'évaporation et à la condensation de l'eau. Elles sont le site de forts mouvements ascendants de l'air, qui mènent à la formation de nuages brillants et denses.

### Magnétosphère de Jupiter
La magnétosphère de Jupiter est une cavité créée dans le vent solaire par le champ magnétique de la planète. C'est la plus vaste et la plus puissante magnétosphère planétaire au sein du Système solaire, et la plus large structure continue du Système solaire après l'héliosphère. Elle s'étend sur plus de sept millions de kilomètres en direction du Soleil, et quasiment jusqu'à l'orbite de Saturne dans la direction opposée. Plus large et plus plate que la magnétosphère terrestre, elle est plus forte d'un ordre de grandeur, tandis que son moment magnétique est environ 18 000 fois plus grand. L'existence du champ magnétique de Jupiter a été déduite à partir des observations de ses émissions radio à la fin des années 1950, puis il a été observé effectivement par la sonde Pioneer 10 en 1973.
Le champ magnétique interne de Jupiter est produit par des courants électriques circulant dans le noyau externe de la planète, qui est composé d'hydrogène métallique. Les éruptions volcaniques sur la lune Io de Jupiter éjectent de grandes quantités de dioxyde de soufre dans l'espace, formant un grand tore de gaz autour de la planète. Le champ magnétique de Jupiter force le tore à tourner avec la même vitesse angulaire et dans la même direction que la planète. Le tore à son tour charge le champ magnétique avec du plasma, lequel s'étale en formant un magnéto-disque. En effet, la magnétosphère de Jupiter est façonnée par le plasma de Io et par sa rotation propre, là où les vents solaires façonnent la magnétosphère terrestre. De forts courants circulant dans la magnétosphère créent des aurores permanentes autour des pôles de la planète et des émissions radio intenses et fluctuantes, ce qui signifie que Jupiter peut être considérée comme un pulsar radio très faible. Les aurores de Jupiter ont été observées dans presque toutes les régions du spectre électromagnétique, notamment dans l'infrarouge, dans la lumière visible, dans l'ultraviolet et dans les rayons X.
L'action de la magnétosphère piège et accélère des particules chargées, produisant d'intenses ceintures de rayonnement semblables à la ceinture de Van Allen terrestre, mais des milliers de fois plus forte. L'interaction des particules énergétiques avec les surfaces des plus grandes lunes galiléennes de Jupiter affecte sensiblement leurs propriétés chimiques et physiques. Ces mêmes particules affectent le mouvement des particules à l'intérieur du système d'anneaux de Jupiter et en sont affectées en retour. Les ceintures de radiations présentent un danger important pour les satellites qui le traversent, et potentiellement pour l'homme.

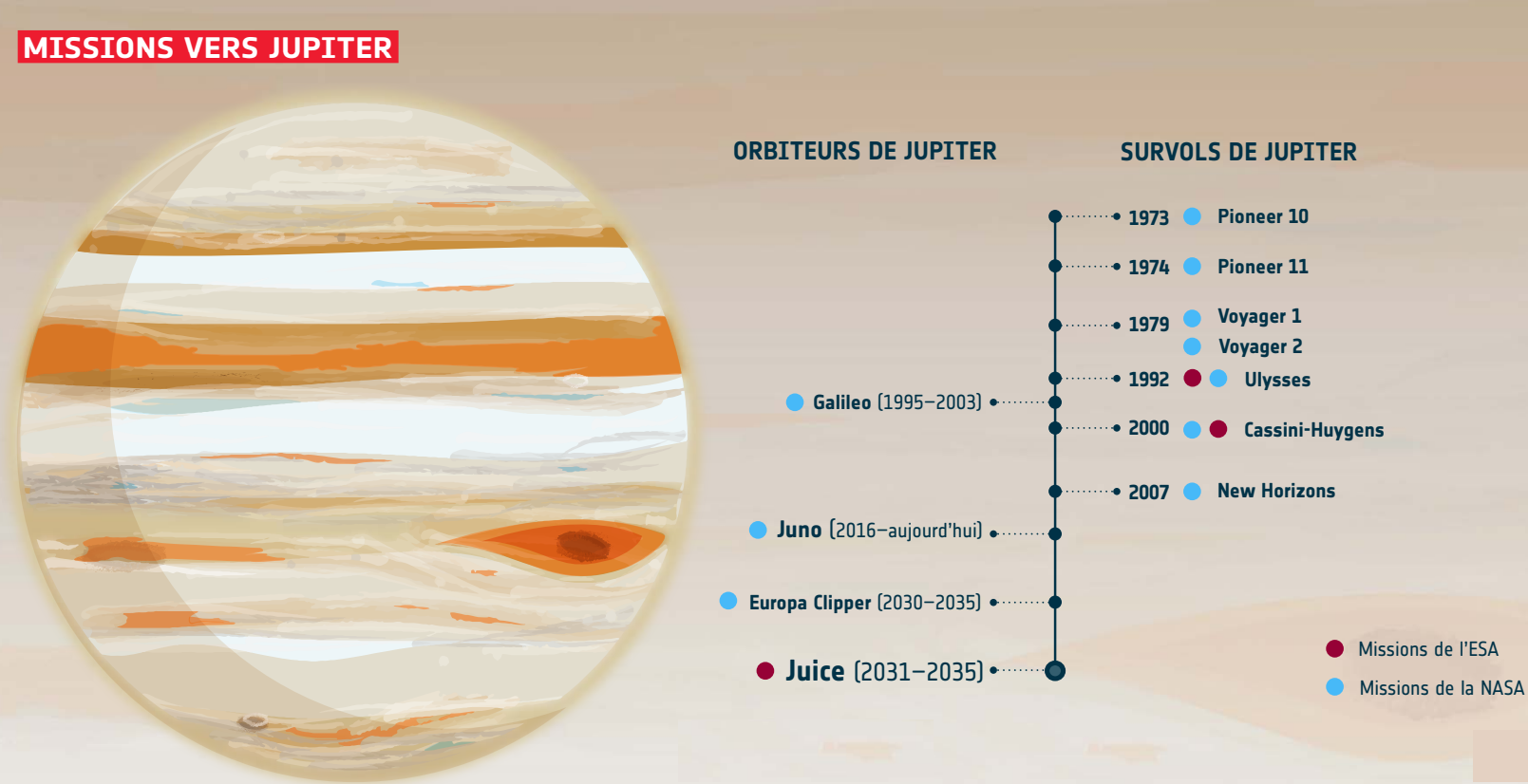
Historique des missions vers Jupiter (source : ESA).

## Historique du projetJUICE
En 1995 la sonde spatiale Galileo de la NASA pénètre dans le système jovien et entame la première étude détaillée de celui-ci, succédant aux simples survols effectués par les engins spatiaux des missions Pioneer 10 et 11, Voyager 1 et 2 et Uysses. Galileo a effectué plusieurs découvertes importantes dont la présence d'océans subglaciaires sur certaines des lunes galiléennes. Les contraintes auxquelles doit répondre une planète pour être habitable s'en trouvent bouleversées. L'étude de ces océans est devenu un objectif majeur du programme d'exploration spatiale du Système solaire pour les deux agences spatiales particulièrement engagées dans cette exploration (la NASA et l'Agence spatiale européenne). Celles-ci ont rapidement défini des missions dont l'objectif principal est d'étudier de manière détaillée les lunes galiléennes. Mais une mission vers les planètes externes avec insertion en orbite autour des lunes a un coût particulièrement élevé, même pour une agence spatiale particulièrement bien dotée comme la NASA. Les deux agences ont tenté de limiter ceux-ci en menant des missions conjointes.

### Présélection de la missionJGOet coopération avec la NASA (2009-2011)

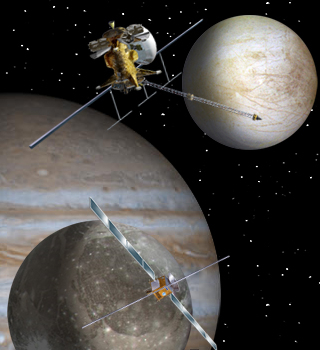
La première version du projet en collaboration avec la NASA : la mission américaine JEO (en haut) et la sonde européenne JGO (en bas).

La mission, sous l'appellation JGO (Jupiter Ganymede Orbiter), s'inscrit initialement dans le cadre du programme d'exploration américano-européen du système jovien Europa Jupiter System Mission (EJSM), qui comprend également la mission de la NASA Jupiter Europa Orbiter (JEO). Cette dernière doit se placer en orbite autour d'Europe, satellite de Jupiter, pour l'étudier. La coordination entre les deux missions doit porter à la fois sur le développement de l'instrumentation scientifique et sur les objectifs scientifiques.

### Abandon de la mission JEO par la NASA et refonte du projet européen (2011-2012)
À la suite de l'abandon de la mission JEO par la NASA pour des raisons budgétaires, l'Agence spatiale européenne décide en avril 2011 de refondre le programme de la mission JGO pour tenir compte de ce nouveau contexte. Le nouveau projet est baptisé JUICE. La participation américaine dans le projet de départ ne constitue pas une contrainte. La réflexion porte essentiellement sur la capacité du projet à prendre en charge l'objectif assigné à la sonde américaine, c'est-à-dire l'étude de la lune Europe. L'étude conclut que la collecte des données prévue sur Europe nécessite d'effectuer 50 à 100 survols de cette lune, ce qui implique de sacrifier l'étude des autres lunes et de Jupiter. Par ailleurs, les survols d'Europe doivent s'effectuer dans un environnement radiatif beaucoup plus sévère qui nécessite un budget qui n'entre peut-être pas dans l'enveloppe assignée à la mission européenne. Compte tenu de ces conclusions, l'ESA décide de modifier son projet JGO pour y inclure deux survols d'Europe, ainsi qu'une phase d'exploration de Jupiter sur une orbite à forte inclinaison,.
| Jalon                                  | JUICE                                                                                                | Projet JGO (projet initial)                                                                        |
| -------------------------------------- | --- | -------------------------------------------------------------------------------------------------- |
| Lancement                              | Juin 2022                                                                                            | Juillet 2020                                                                                       |
| Nombre d'assistances gravitationnelles | 4 | 3                                                                                                  |
| En orbite autour de Jupiter            | Janvier 2030                                                                                         | Février 2026                                                                                       |
| En orbite autour de Ganymède           | Septembre 2032                                                                                       | 2028                                                                                               |
| Fin de la mission                      | Juin 2033                                                                                            | 2029                                                                                               |
| Survols                                | 2 survols d'Europe 3 + 9 survols de Callisto Orbite autour de Ganymède                               | 9 survols de Callisto Orbite autour de Ganymède                                                    |
| Étude de Ganymède                      | Orbite elliptique haute (5 mois) Orbite circulaire 500 km (3 mois) Orbite circulaire 200 km (1 mois) | Orbite elliptique haute puis orbite circulaire 5 000 km (6 mois) Orbite circulaire 400 km (6 mois) |

### Sélection de la mission dans le cadre du programme européenCosmic Vision(2012)
La mission refondue, renommée JUICE, fait partie des candidats à la mission large (L1) du programme Cosmic Vision, qui rassemble les missions scientifiques de l'Agence spatiale européenne. À l'issue d'un processus de présélection, trois projets restent en lice : NGO (anciennement LISA), un observatoire d'ondes gravitationnelles utilisant la technique de l'interférométrie, ATHENA (anciennement IXO) et XEUS, un télescope spatial à rayons X développé avec l'Agence d'exploration aérospatiale japonaise (JAXA) et JUICE. Le projet JUICE est déclaré vainqueur le 2 mai 2012. La mission aurait dû être lancée en juin 2022 par une fusée européenne Ariane 5.
De son côté, la NASA se tourne vers une mission centrée sur la lune Europe, avec le programme Europa Clipper, qui, après avoir rencontré des problèmes de financement, obtient le soutien du Congrès américain. Elle lance en parallèle en août 2011 la mission Juno qui doit étudier la structure interne de Jupiter, ainsi que sa magnétosphère. Cependant, l'étude des lunes galiléennes et celle du système jovien ne font pas partie de ses objectifs.

### Conception et construction de la sonde spatiale (2013-2022)
La liste des dix instruments emportés par JUICE est fixée en février 2013. Ceux-ci sont développés par des laboratoires de 16 pays européens, ainsi que des établissements situés aux États-Unis et au Japon en utilisant les budgets des pays concernés. En novembre 2014 après vérification de la maturité des concepts mis en œuvre par les instruments, l'Agence spatiale européenne donne son feu vert pour la poursuite du développement. L'agence sélectionne en juillet 2015 l'établissement français d'Airbus comme industriel chef de file pour la réalisation de la sonde spatiale proprement dite. Le contrat d'une valeur de 350 millions euros couvre la conception, le développement, l'intégration, les tests et la phase de commissionnement en vol. L'assemblage de la sonde spatiale doit être réalisé en Allemagne dans l'établissement de Friedrichshafen d'Airbus. Le lancement de JUICE par une fusée Ariane 5 ou Ariane 64 est contractualisé en juin 2019. En mars 2017 les spécifications de la plateforme de JUICE proposées par le constructeur Airbus sont validées par l'Agence spatiale européenne, ce qui permet de lancer sa fabrication.

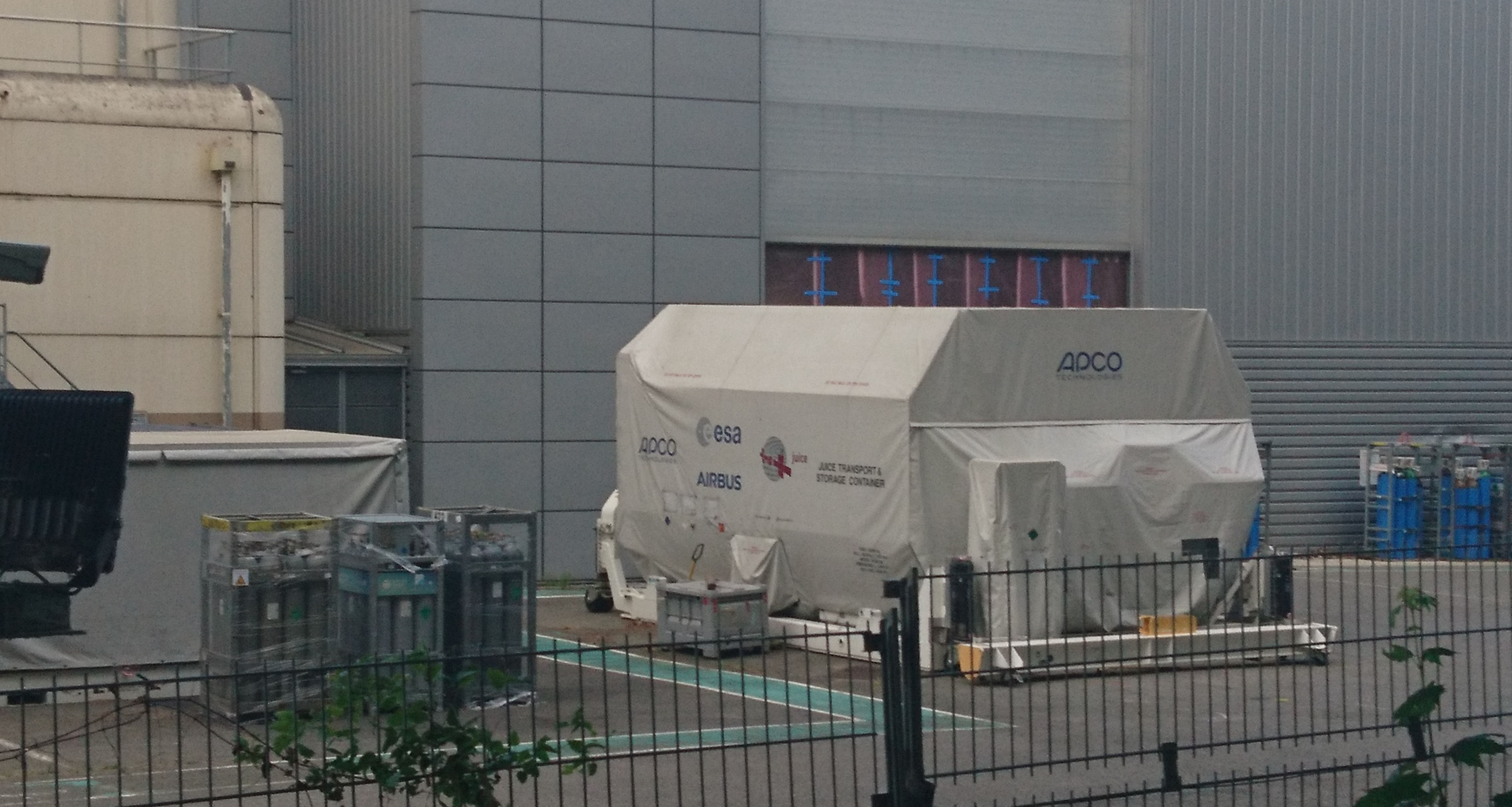
La sonde JUICE arrivée à Toulouse en mai 2022.

Les installations du CERN (instrument VESPER) sont utilisées pour tester tous les équipements sensibles qui seront soumis aux rayonnements ionisants caractérisant l'orbite jupitérienne. En avril 2017 la NASA, qui fournit l'instrument UVS et contribue aux instruments PEP et RIME (budget total 114,4 millions US$), entame la phase de fabrication de ces équipements. Les tests effectués dans les locaux de l'établissement de Toulouse d'Airbus sur le modèle d'ingénierie de la sonde spatiale s'achèvent avec succès en décembre 2018. La construction du modèle de vol démarre après le feu vert reçu en avril 2019 à l'issue de revue des spécifications critiques (CDR). L'établissement de Madrid fabrique tout d'abord la structure de JUICE avec la participation de RUAG (Suisse). En novembre 2019, les derniers panneaux solaires sont livrés par la société Airborne à Airbus Pays-Bas qui est chargée de les assembler. Le système de propulsion, qui comprend principalement les deux réservoirs principaux d'ergols en titane, un moteur-fusée principal et 20 petits propulseurs, est intégré à Lampoldshausen (Allemagne) avec la structure fournie par l'établissement de Madrid. En février 2020, UVS (spectrographe ultraviolet) est le premier instrument livré pour intégration avec la sonde spatiale. L'assemblage final du modèle de vol débute en avril 2020 à Friedrichshafen (Allemagne) où l'engin spatial a été transporté par un convoi routier exceptionnel. Les différents instruments scientifiques, l'électronique, les ordinateurs de bord, les systèmes de communication et l'isolation thermique sont ajoutés. Après l'achèvement de l'assemblage, JUICE est transporté en mai 2021 dans les locaux de l'ESTEC pour entamer une phase de test dans la chambre à vide que possède cet établissement de l'Agence spatiale européenne. La sonde spatiale a été livrée en mai 2022 à Airbus Toulouse pour une dernière phase de tests avant son transport à Kourou d'où elle sera lancée,.

## Objectifs scientifiques
La mission JUICE contribuera à répondre à trois questions importantes : Comment l'environnement de Jupiter a-t-il façonné ses lunes et quelles influence ont eu celles-ci sur la formation de Jupiter ? Quelles sont les caractéristiques d'une planète géante gazeuse typique et quel est son fonctionnement ? La vie existe-t-elle ou a-t-elle existé dans le système jovien ?

### Exploration de la zone habitable des lunes galiléennes
L'objectif scientifique principal de la mission JUICE est de déterminer dans quelle mesure les lunes de Jupiter, en particulier Ganymède, sont susceptibles d'accueillir la vie. Les objectifs détaillés sont les suivants, :
- déterminer les caractéristiques de Ganymède en tant que planète et habitat potentiel :
  - déterminer l'étendue de l'océan situé sous la croute glacée recouvrant sa surface et les échanges de celui-ci avec le noyau rocheux de la lune,
  - déterminer les caractéristiques de la croûte glacée,
  - comprendre le processus de formation des structures présentes en surface et rechercher les indices d'activités passées et présentes,
  - déterminer les caractéristiques de l'environnement de Ganymède et ses interactions avec la magnétosphère de Jupiter,
  - mesurer les caractéristiques du champ magnétique de Ganymède ;
- explorer les régions d'Europe qui sont le siège d'une activité récente :
  - déterminer la composition des matériaux autres que la glace, en particulier lorsqu'ils peuvent être en lien avec l'habitabilité de la lune,
  - rechercher la présence d'eau sous forme liquide dans les régions les plus actives,
  - étudier les processus ayant laissé des traces récentes ;
- étudier Callisto en tant que vestige du système jovien initial :
  - déterminer les caractéristiques des couches externes y compris les océans,
  - étudier l'activité passée.

### Étude du système jovien
Les objectifs scientifiques détaillés de la mission JUICE relatifs au système jovien sont les suivants :
- étudier la circulation de l'atmosphère de Jupiter, sa composition, les processus chimiques qui s'y déroulent et sa structure verticale. Les investigations porteront en particulier sur les points suivants[23],[22] :
  - les variations temporelles de la température, du vent et de la chimie de la haute atmosphère,
  - les mouvements de l'énergie, de la matière et des ondes entre la basse, la moyenne et la haute atmosphère,
  - l'origine du rétrécissement de la Grande Tache rouge, son évolution et les processus qui s'y déroulent,
  - l'incidence des impacts d'astéroïdes et de comètes sur l'atmosphère de Jupiter ;
- déterminer les caractéristiques de la magnétosphère de Jupiter[23],[22] :
  - déterminer ce que les aurores de Jupiter révèlent sur les interactions entre l'atmosphère et le champ magnétique de la planète,
  - déterminer comment le champ magnétique de Jupiter modifie les conditions sur ses lunes glacées,
  - déterminer ce que l'accélération des particules à l'origine du champ magnétique de Jupiter peut nous apprendre dans le domaine de la physique fondamentale,
  - déterminer comment le soufre et l'oxygène produits par l'activité volcanique de Io est déplacé par le champ magnétique de Jupiter ;
- étudier les autres satellites de Jupiter et ses anneaux[23],[22] :
  - étudier l'activité de Io et la composition de sa surface, identifier les caractéristiques de l'activité volcanique et comment celle-ci façonne l'environnement spatial de Jupiter et comprendre pourquoi les orbites de Io, d'Europe et de Ganymède sont aussi stables (ratio 1:2:4 des périodes orbitales),
  - déterminer les caractéristiques principales des anneaux de Jupiter : leur âge, leur renouvellement (permanent ou non), les matériaux qui les composent. Déterminer si ces derniers proviennent des petites lunes,
  - déterminer le lieu de formation des petits satellites de la planète géante et comment leurs orbites ont changé.

## Instrumentation scientifique

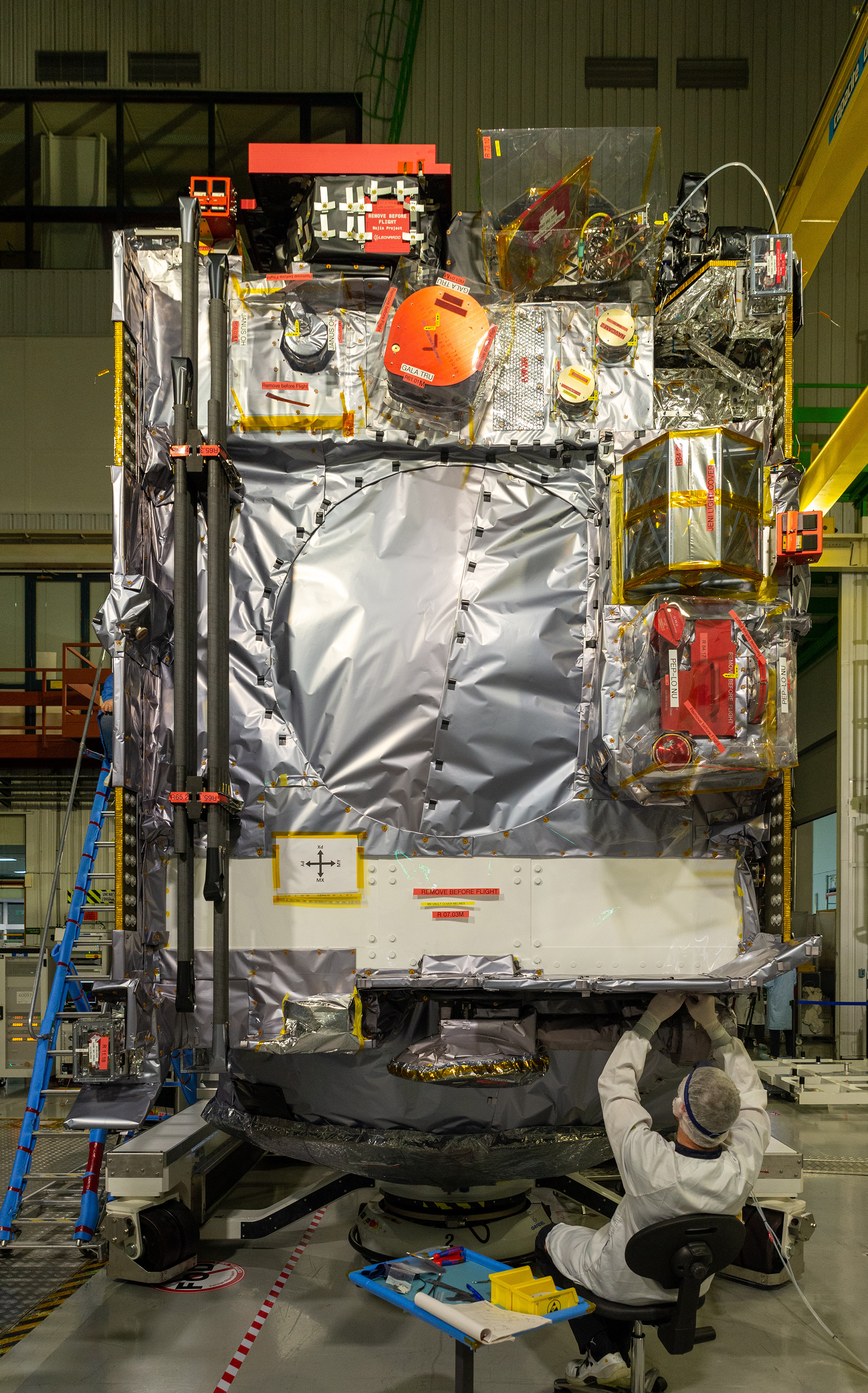
Vue générale de la sonde et de ses instruments dans les locaux d'Airbus Defence and Space à Toulouse, en janvier 2023.

Pour atteindre ces objectifs la sonde spatiale emporte 10 instruments ou suites instrumentales. La charge utile représente une masse de 285 kg,.

### Imagerie et composition de la surface et de l'atmosphère de Jupiter et ses lunes
Quatre instruments sont chargés de réaliser des images de Jupiter et ses lunes et de la composition de la surface et de l'atmosphère.

#### Spectromètre MAJIS
MAJIS (Moons and Jupiter Imaging Spectrometer) est un spectromètre imageur hyperspectral observant en lumière visible et infrarouge (0,5 à 5,55 micromètres). La résolution spectrale est de 3,7 nanomètres entre 0,5 et 2,35 micromètres et 6,6 nanomètres entre 2,25 et 5,55 micromètres sur 1 280 bandes spectrales. Le champ de vue est de 3,4 degrés et le détecteur comprend 400 pixels perpendiculaires à la trajectoire (150 µrad/pixel). L'ouverture est de 75 mm et la longueur focale est de 240 mm. La résolution spatiale est variable selon les survols de Ganymède, de Callisto et Europe et peut atteindre jusqu'à 60 m/pixel lors des phases rapprochées et 125 kilomètres pour Jupiter. L'instrument est utilisé pour étudier les caractéristiques des nuages de la troposphère de Jupiter, ainsi que les éléments chimiques minoritaires dans son atmosphère. Il fournit les caractéristiques des glaces et minéraux présents à la surface des lunes. L'exosphère des lunes et les couches supérieures de l'atmosphère de Jupiter sont observées par occultation stellaire et du limbe,.

#### Spectrographe ultraviolet UVS
UVS (UV Imaging Spectrograph) est un spectrographe imageur à fente ultraviolet lointain et extrême (55-210 nanomètres) ayant une résolution spectrale inférieure à 0,6 nanomètres. Il permet d'obtenir des images avec une résolution spatiale de 0,5 km sur l'orbite basse de Ganymède et de 250 kilomètres lors des survols de Jupiter. L'instrument permet de collecter des données sur la composition et la dynamique des atmosphères ténues des lunes (exosphère), d'étudier les aurores polaires de Jupiter, ainsi que la structure des couches supérieures de son atmosphère. L'instrument effectue des observations directes lorsque sa cible passe au nadir de la sonde spatiale ou en analysant l'occultation du Soleil ou d'une étoile par l'atmosphère étudiée. L'instrument dérive de UVS embarqué à bord de la mission Juno lancée vers Jupiter en 2011,.

#### Sondeur millimétrique SWI
Le télescope millimétrique SWI (Sub-millimetre Wave Instrument) est un instrument équipé d'un miroir primaire de 29 centimètres qui comprend des spectromètres/radiomètres fonctionnant dans deux canaux de 530 à 625 GHz et de 1 080 à 1 275 GHz. La résolution spectrale des spectromètres est comprise entre 106 et 107. Un mécanisme de balayage permet de pointer à ±72 degrés du point visé par la sonde dans la direction du déplacement durant les survols de Jupiter et perpendiculairement à cette direction durant les survols de Ganymède et de ±4,3 degrés dans la direction orthogonale.
L'instrument SWI étudie la composition et la dynamique de la stratosphère de Jupiter et son couplage avec les couches atmosphériques basse et haute (détermination de la température et des caractéristiques des vents stratosphériques). Il doit caractériser l'atmosphère ténue des lunes galiléennes (détermination des contraintes concernant l'abondance de l'eau, pour le rapport SO/SO2). L'instrument détermine les rapports isotopiques des principaux composants des atmosphères de Jupiter et de ses lunes (principalement H2O, CO, HCN, CS, NH3, SO, SO2). Il mesure les propriétés de la surface et des couches superficielles des satellites de Jupiter (présence de points chauds et de cryovolcanisme).

#### Caméra JANUS
| Longueur d'ondes (Largeur en nm) | Détection                                            |
| -------------------------------- | ---------------------------------------------------- |
| 650 (500)                        | Image panchromatique                                 |
| 450 (60)                         | Filtre bleu                                          |
| 530 (60)                         | Filtre vert, sodium                                  |
| 656 (60)                         | Filtre rouge, sodium                                 |
| 750 (20)                         | Bande du méthane sur Jupiter géologie                |
| 590 (10)                         | Sodium des exosphères des lunes                      |
| 889 (20)                         | Bande du méthane sur Jupiter                         |
| 940 (20)                         | Bande du méthane sur Jupiter Fe2+ sur les satellites |
| 727 (10)                         | Bande du méthane sur Jupiter                         |
| 410 (80)                         | Ultraviolet surface des lunes                        |
| 910 (80)                         | Fe2+, laves de Io                                    |
| 1000 (150)                       | Fe2+, laves de Io                                    |
| 656 (10)                         | Émission Hα des aurores et éclairs                   |

La caméra JANUS (Jovis, Amorum ac Natorum Undique Scrutator, littéralement « Chercheur complet sur Jupiter, ses amours et ses descendants ») prend des images à moyenne et haute résolutions spatiales en lumière visible et proche infrarouge (350 – 1 050 nm). Son champ de vue est de 1,72 × 1,29°, son ouverture est de 100 mm et sa longueur focale est de 467 mm. Le détecteur est de type CMOS et comprend 2 000 × 1 504 pixels (15 μrad/pixel). La résolution spatiale atteint 2,4 mètres lors des survols de Ganymède et 10 kilomètres lors des survols de Jupiter. Une roue à filtres comportant 13 filtres permet de détecter certains éléments chimiques (tableau ci-contre). JANUS doit permettre de collecter les caractéristiques des trois lunes (Callisto, Europe et plus particulièrement Ganymède). La caméra permettra de produire des cartes en couleurs globales (à une échelle dépendant de la bande passante) et locales, ainsi que des cartes géologiques des satellites de Jupiter y compris Io et de certains satellites internes et externes de Jupiter,.

### Topographie de la surface et structure interne
Trois instruments reconstituent la topographie de la surface, la structure du sous-sol et le champ de gravité :

#### Altimètre laser GALA
L'altimètre laser GALA (Ganymede Laser Altimeter) est un lidar bi-statique (1 064 nanomètres) qui contribue à reconstituer la topographie des lunes. Cet instrument de 15 kg, développé par des laboratoires allemand (laser) et japonais (récepteur), dérive de BELA, embarqué à bord de la sonde spatiale européenne BepiColombo (2018) et des altimètres des sondes spatiales japonaises Hayabusa (2009), Hayabusa 2 (2015) et Kaguya (2007). Lors des survols de Ganymède il est utilisé pour déterminer la forme générale de la lune, sa topographie globale à différentes échelles (avec une résolution horizontale maximale d’un degré), la rugosité de sa surface, l'inclinaison du sol, sa rigidité (nombre de Love (en) h2) avec une précision de 1 % qui doit permettre de déterminer l'épaisseur de la couche de glace à la surface et l'épaisseur de l'océan souterrain avec une précision de 10 kilomètres. Lors des survols d'Europe l'instrument doit permettre d'identifier des dépressions topographiques régionales, en particulier dans les terrains chaotiques et les zones qui peuvent contenir de l'eau liquide à faible profondeur. Durant les survols de Callisto l'instrument doit permettre de déterminer la forme globale de la lune, identifier les dépressions régionales en particulier les bassins en anneau et les grands cratères, obtenir des profils de différents types de terrains et fournir la corrélation entre la rugosité de la surface et la dégradation et l'érosion des cratères,,,.

#### Radar RIME

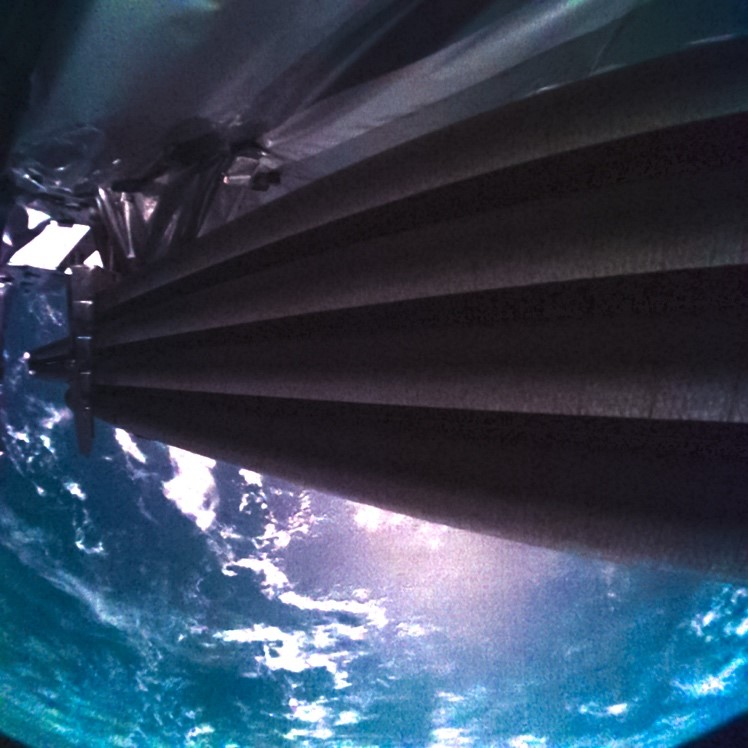
Le radar RIME pris en photo par la caméra embarquée JMC2, peu après le lancement.

Le radar RIME (Radar for Icy Moons Exploration) détermine la structure du sous-sol jusqu'à une profondeur de neuf kilomètres. Le radar émet des ondes radio en basse fréquence (9 MHz) qui sont réfléchies de manière différente par les couches du sous-sol ayant une constante diélectrique spécifique. L'analyse du signal radio retourné permet d'établir un profil vertical du sous-sol survolé. La résolution verticale est comprise entre 50 et 140 mètres. RIME doit en particulier collecter des données sur la glace de surface et les océans subglaciaires des lunes galiléennes. Pour Ganymède il contribue plus particulièrement à caractériser la couche de glace, à déterminer la formation des structures visibles en surface et à rechercher des indices d'activité présente ou passée. L'instrument dérive des instruments MARSIS de la sonde spatiale européenne Mars Express et SHARAD embarqué à bord de l'orbiteur martien de la NASA MRO. RIME utilise une antenne dipolaire de 16 mètres de long,.

#### Radio-science 3GM
3GM (Gravity & Geophysics of Jupiter and Galilean Moons) est une expérience de radio-science qui repose sur un répéteur en bande Ka et un oscillateur ultrastable. En mesurant avec précision le temps que met un signal radio en bande Ka et en bande X pour faire l'aller-retour entre la Terre et la sonde spatiale, l'instrument permet de mesurer la distance entre ces deux points avec une précision de 20 centimètres et la vitesse relative avec une précision de 1 à 3 micromètres par seconde. Ces mesures en retour permettent de déterminer la force de gravité du corps céleste que survole la sonde spatiale ou la densité de l'atmosphère qui s'interpose entre celle-ci et la Terre. L'instrument est utilisé pour mesurer avec une grande précision le champ de gravité de Ganymède, pour déterminer de manière indirecte la taille des océans souterrains des lunes de Jupiter et pour déterminer la structure de l'atmosphère neutre et de l'ionosphère de Jupiter, ainsi que des atmosphères ténues des lunes,.

#### Interférométrie à très longue base: PRIDE
PRIDE (Planetary Radio Interferometer & Doppler Experiment) est une expérience d'interférométrie à très longue base reposant sur le système de communications de la sonde spatiale qui permet de mesurer avec une très grande précision la position de la sonde spatiale et sa vitesse. Des radiotélescopes du monde entier utilisent l'onde porteuse des émissions radio de la sonde spatiale pour mesurer la vitesse dans l'axe reliant l'observatoire et la sonde spatiale (via l'effet Doppler) et le déplacement latéral (confrontation des mesures des différents observatoires). Ces données permettent de déterminer directement la position de la sonde spatiale dans le Repère de référence céleste international. Elles contribuent à la mesure du champ gravitationnel des lunes et de Jupiter et améliorent la précision des éphémérides (objectif : amélioration d'un facteur 10 000 pour Ganymède) de ces corps célestes et plus particulièrement des lunes,.

### Étude de l'environnement du système jupitérien: magnétosphère, plasmas et champs
Trois instruments mesurent in situ les différentes caractéristiques de l'environnement spatial de Jupiter et ses lunes galiléennes.

#### Magnétomètre J-MAG
Le magnétomètre J-MAG (Magnetometer for JUICE) comprend deux capteurs fluxgate et un capteur scalaire fixés au bout d'une antenne de 5 mètres de long permettant de limiter les perturbations créées par le champ magnétique produit par la sonde spatiale,.

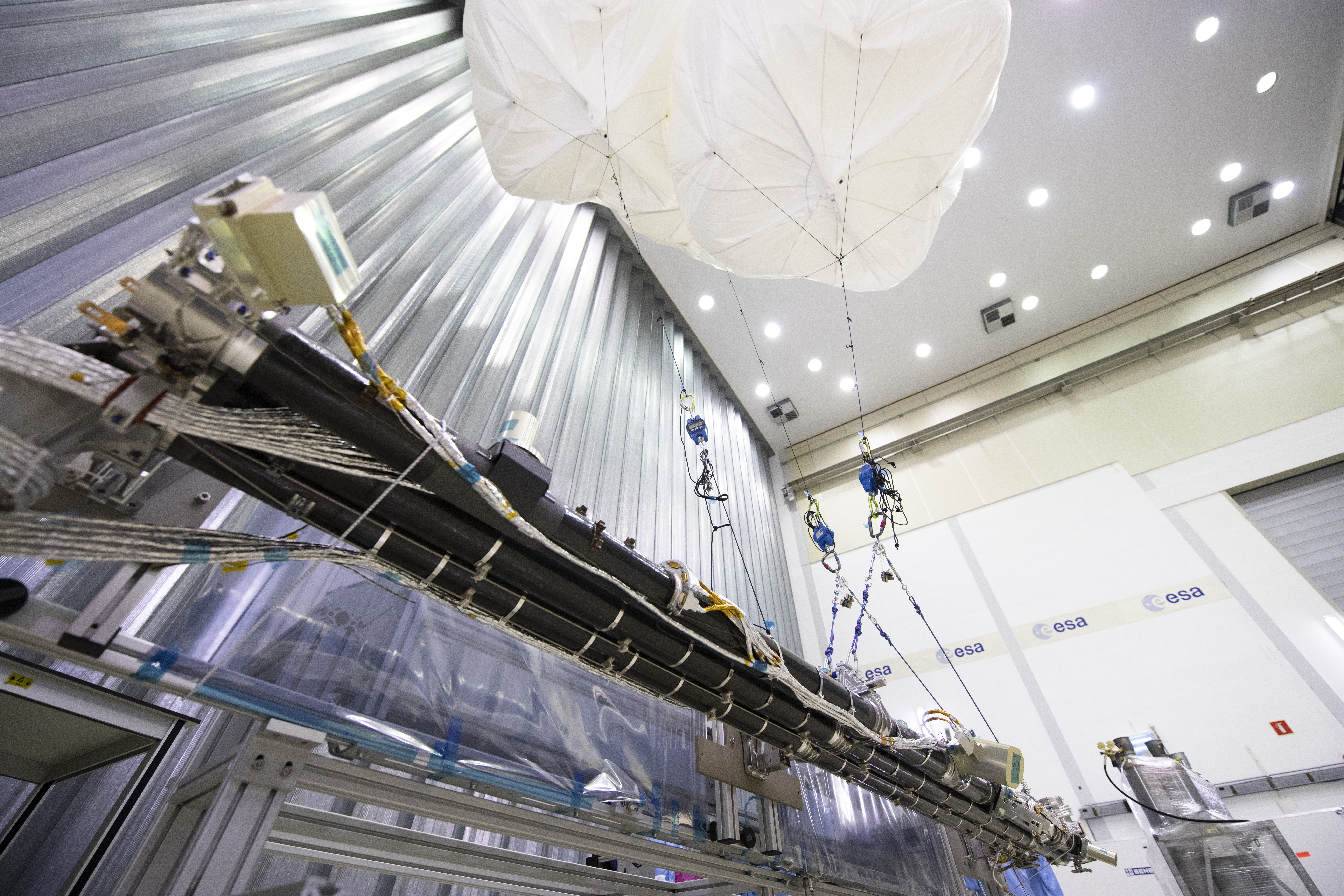
Modèle de test du magnétomètre à l'ESA.
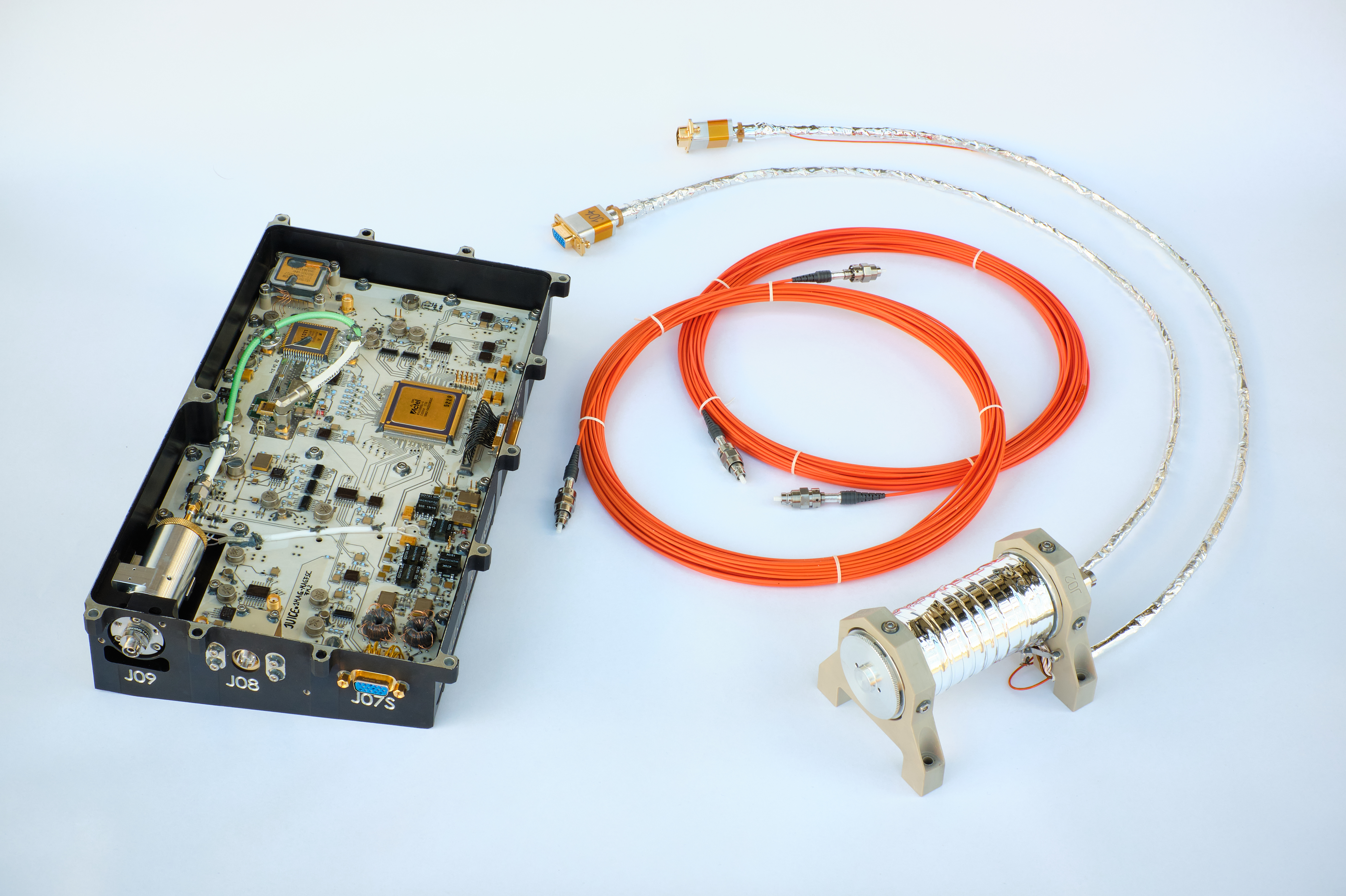
Modèle de vol du capteur scalaire MAGSCA du magnétomètre.

#### Mesure des particules et plasma PEP
PEP (Particle Environment Package) est un instrument qui mesure in situ les particules et le plasma. Il comprend six types de capteurs répartis en quatre groupes qui permettent une couverture de tout le périmètre de la sonde spatiale. Ces capteurs caractérisent les ions et électrons du plasma, les atomes neutres dans une vaste gamme d'énergie avec une certaine résolution angulaire et spectrale. L'objectif de ces mesures est de comprendre les interactions entre le plasma et la magnétosphère et l'évolution des particules Les capteurs sont, :
- JDC (Jovian plasma Dynamics and Composition) ;
- JEI (Jovian Electrons and Ions) ;
- JoEE (Jovian Energetic Electrons) ;
- NIM (Neutral gas and Ion Mass spectrometer) ;
- JNA (Jovian Neutrals Analyzer) ;
- JENI (Jovian Energetic Neutrals and Ions).

#### Mesure des ondes radio et plasma RPWI
L'instrument de mesure des ondes radio et plasma RPWI (Radio & Plasma Wave Investigation) réalise trois types d'observation : mesure électrique des ondes du plasma (LP-PWI), mesure des émissions radio (RWI) et mesure des champs magnétiques alternés (SCM). Il dispose de plusieurs antennes de 2 à 3 mètres de long,.
| Instrument | Responsable (s) scientifique(s)          | Masse et Consommation                                                  | Description                                                          | Principaux objectifs                                                                      | Performances | Laboratoires                          |
| ---------- | ---------------------------------------- | ---------------------------------------------------------------------- | -------------------------------------------------------------------- | ----------------------------------------------------------------------------------------- | --- | ------------------------------------- |
| JANUS      | Pasquale Palumbo adj. : Ralf Jaumann     |                                                                        | Caméra en lumière visible                                            | Géologie des lunes glacées, dynamique de l’atmosphère de Jupiter, activité de Io          | Longueurs d'onde : 380-1 080 nm Résolution spatiale ≥7,5 m.                                                                 | Université de Naples - Parthénope     |
| MAJIS      | François Poulet adj. : Giuseppe Piccioni |                                                                        | Spectrographe imageur visible, proche infrarouge                     | Composition de la surface, chimie de l'atmosphère de Jupiter                              | Longueurs d'onde : 0,5-2,35 et 2,25-5,55 µm Résolution spatiale ≥75 m.                                                      | Institut d'Astrophysique spatiale     |
| UVS        | Randy Gladstone                          |                                                                        | Spectrographe imageur ultraviolet                                    | Aurores, albedo des surfaces, atmosphère des lunes et de Jupiter                          | Longueurs d'onde : 55-210 nm Résolution angulaire 0,04-0,16°                                                                | SwRI                                  |
| SWI        | Paul Hartogh                             |                                                                        | Spectrographe submillimétrique                                       | Vents de Jupiter, température et composition des atmosphères des lunes                    | | MPS                                   |
| GALA       | Auke Hussman                             | 15 kg ; 52 W                                                           | Altimètre laser                                                      | Forme et topographie des lunes                                                            | | DLR                                   |
| RIME       | Lorenzo Brizzone adj. : Jeff Plaute      |                                                                        | Radar                                                                | Analyse du sous-sol des lunes                                                             | Longueur d'onde : 9 MHz Profondeur max : 9 km Résolution verticale : 50 m.                                                  | Université de Trente                  |
| 3GM        | Luciano Iess adj. : David J. Stevenson   |                                                                        | Exploitation émissions radio                                         | Mesure du champ gravitationnel, structure interne des lunes                               | Distance : 2 cm Vitesse : 2 µm/s.                                                                                           | Université La Sapienza                |
| JMAG       | Michele Dougherty                        |                                                                        | Magnétomètres scalaire et fluxgate                                   | Mesure du champ magnétique, détection de la présence de l’océan de Ganymède               | Amplitude : ±8000 nT Résolution : 0,2 nT.                                                                                   | Imperial College                      |
| RPWI       | Jan-Erik Wahlund                         |                                                                        | Sonde de Langmuir, magnétomètre et antenne dipole                    | Caractéristiques du plasma                                                                | Amplitude : ±8000 nT Résolution : 0,2 nT.                                                                                   | Institut suédois de physique spatiale |
| PRIDE      | Leonid Gurvits                           |                                                                        | Interférométrie à très longue base et mesure Doppler                 | Éphémérides, champs gravitationnel de Jupiter et des lunes                                | | JIVE (en)                             |
| PEP        | Stas Barabash adj. : Peter Würz          |                                                                        | JDC : Mesure du plasma d'ions et d'électrons                         |                                                                                           | • Énergie : 1 eV - 41 keV • Résolution énergétique : 12% • Résolution masse atomique 1/30 • Résolution spatiale 5,5 x 19,5° | Institut suédois de physique spatiale |
| PEP        | Stas Barabash adj. : Peter Würz          | JEI : Mesure du plasma d'ions et d'électrons                           |                                                                      | • Énergie : 1-50 keV • Résolution énergétique : 4,9% • Résolution spatiale : 20 x 10 °    | Institut Max Planck |                                       |
| PEP        | Stas Barabash adj. : Peter Würz          | NIM : Spectromètre de masse à temps de vol                             | Mesure des ions et des gaz neutres                                   |                                                                                           | Université de Berne |                                       |
| PEP        | Stas Barabash adj. : Peter Würz          | JENI : caméra atomes neutres et spectromètre imageur ions et électrons | Analyse des processus de la ceinture de radiation                    |                                                                                           | APL |                                       |
| PEP        | Stas Barabash adj. : Peter Würz          | JoEE : Spectromètre électrons à haute énergie                          |                                                                      | • Énergie : 25 keV - 1 MeV • Résolution énergétique : 20% • Résolution spatiale : 12x22 ° | APL |                                       |
| PEP        | Stas Barabash adj. : Peter Würz          | JNA : Analyseur atomes neutres                                         | Mesure des flux d'atomes neutres produits par la surface de Ganymède | • Énergie : 10 eV-3 keV • Résolution spatiale : 7° x 25°                                  | Institut suédois de physique spatiale                                                                                       |                                       |

## Position et vitesse du véhicule spatial
Sodern a mis au point deux caméras de navigation de haute performance pour la JUICE. Les NavCam auront pour rôle de fournir des données afin de connaître la position et la vitesse du véhicule spatial par rapport à la lune survolée. Elles permettront de contrôler la trajectoire et d’optimiser la consommation de carburant lors du grand tour de Jupiter. Elles auront également pour fonction d’améliorer la précision de pointage de l’engin spatial, qui pourra ainsi s’approcher jusqu’à 400 km des lunes. Les instruments ont été conçus pour l’environnement du système jovien, qui est le plus hostile du système solaire en matière de radiations. En complément, ces caméras fourniront des images résolues des lunes tout en accrochant les étoiles du fond de ciel. À cette fonctionnalité d’un viseur d'étoiles, Navcam ajoute donc la détection du limbe des lunes, qui constituent des objets très brillants par une unique voie de détection[C'est-à-dire ?].

## Caractéristiques techniques de la sonde spatiale

### Contraintes et choix d'architecture
La conception de la sonde est dictée par les contraintes suivantes :
- du fait de l'éloignement du Soleil au niveau de l'orbite de Jupiter, l'énergie solaire disponible est 25 fois moins importante qu'au niveau de l'orbite terrestre ;
- l'Agence spatiale européenne ne disposant pas de générateur thermoélectrique à radioisotope (RTG), la sonde spatiale doit recourir aux panneaux solaires pour produire l'électricité. Ce choix pénalisant au niveau de la masse et du contrôle d'attitude est également celui de la sonde américaine Europa Clipper qui a la même destination pour des raisons de coûts ;
- l'environnement radiatif sévère dans lequel la sonde doit circuler à compter de son arrivée dans le système jovien ;
- le nombre important de manœuvres (plus de 25) utilisant la propulsion principale, d'une part, pour l'assistance gravitationnelle durant la phase de transit entre la Terre et le système jovien, et, d'autre part, pour effectuer les survols programmés durant la phase scientifique. Ces manœuvres nécessitent d'emporter une quantité importante de carburant (ratio de 2,6 à 1 entre la masse totale et la masse sèche) ;
- l'éloignement de la Terre : le temps mis par le signal radio pour faire un aller-retour est de 1 h 46 ; la sonde doit donc disposer d'une grande autonomie pour exécuter sa mission.

### Caractéristiques de la plate-forme
La sonde spatiale est construite autour d'une structure cylindrique centrale de 1,4 mètre de diamètre qui s'interface avec l'adaptateur du lanceur de 1,666 mètre de diamètre via un cône de faible hauteur. Le cylindre central contient les deux principaux réservoirs d'ergols. Autour de ce cylindre s'articulent six cloisons structurelles et quatre parois externes légères. JUICE a une masse totale de 6 000 kg dont environ 3 300 kg de carburant qui doivent permettre de produire un delta-v d'environ 2,7 km/s. La sonde spatiale emporte 285 kg d'instrumentation scientifique.
Le corps de la sonde spatiale a une forme parallélépipédique. L'axe du cylindre +Z/-Z est perpendiculaire à la surface des astres lors de leur survol. L'axe +X/-X est orienté vers le Soleil : l'antenne parabolique grand gain se situe sur la face -X qui fait face au Soleil (et à la Terre lorsque la sonde spatiale se trouve proche de Jupiter). L'axe des panneaux solaires coïncide avec l'axe +Y/-Y. Les capteurs des instruments qui sont pointés vers les astres pour leurs observations (caméra JANUS, spectromètres MAJIS, UVS, SWI et altimètre GALA) et qui doivent être co-alignés sont installés sur un banc optique fixé sur la face -Z au sommet du cylindre et à l'opposé de la face (+Z) où se situent la propulsion principale et l'adaptateur qui sert d'interface avec le lanceur. Sur la face -Z sont également installés les instruments ayant besoin d'un large champ de vue : certains capteurs de PEP (NIM, JEI, JNA, JENI) et l'antenne radar de RIME. Les capteurs de RPWI et du magnétomètre JMAG sont installés à l'extrémité de perches pour les éloigner des sources de perturbation produites par l'électronique de la sonde spatiale. Deux capteurs de PEP (JDC et JoEE) sont fixés sur la face au zénith (+Z).

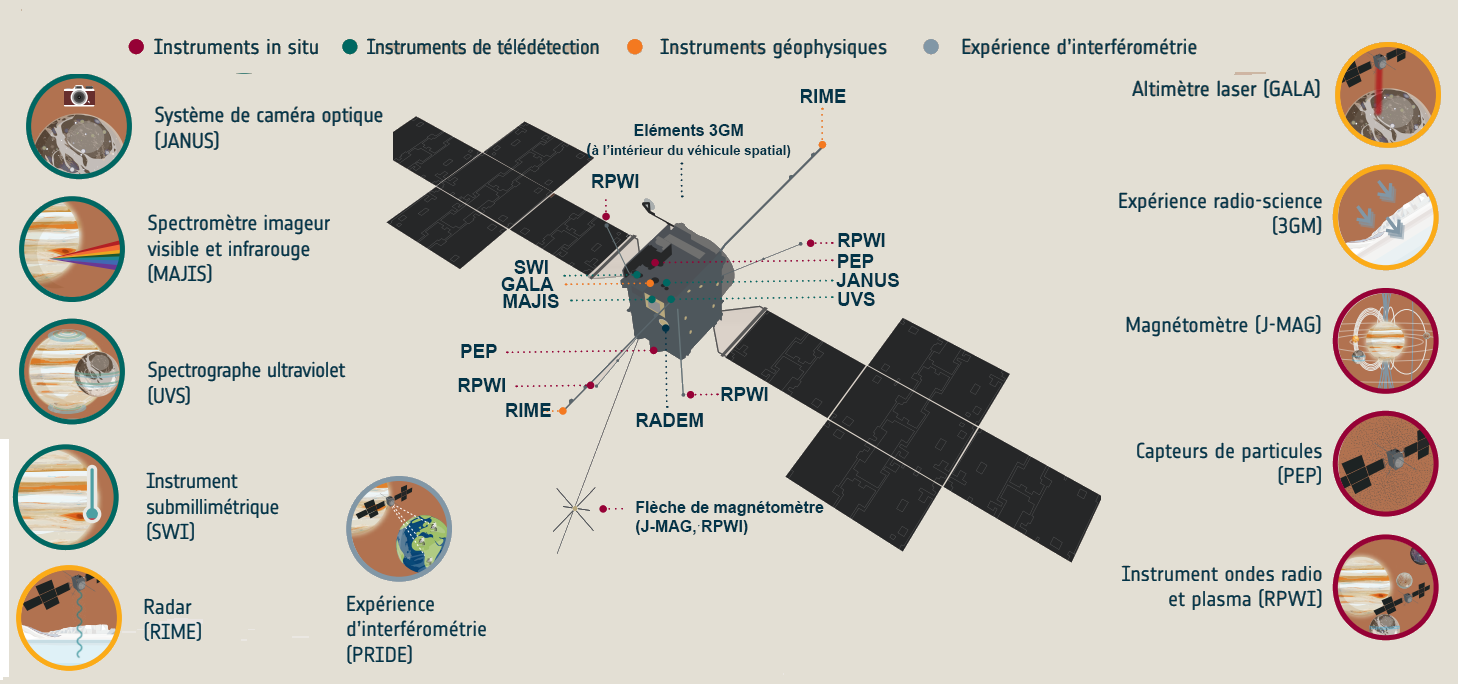
Schéma de la sonde avec ses panneaux solaires et différentes perches déployés et la position des capteurs des instruments scientifiques (source ESA).

#### Blindage
Pour affronter le champ magnétique intense de Jupiter, les organes les plus sensibles de la sonde sont abrités dans deux caissons fixés de part et d'autre de l'axe +X/-X le long du cylindre central. Les parois de ces caissons sont constituées d'un blindage d'environ 10 mm d'aluminium qui représente une masse totale de 80 kg. La sonde doit recevoir une dose de radiations ionisantes derrière son bouclier de 850 grays mais est conçue pour résister à 1 500 grays.

#### Propulsion
La propulsion principale, qui est chargée des principales manœuvres (insertion en orbite autour de Jupiter puis de Ganymède), est réalisée à l'aide d'un moteur-fusée à ergols liquides d'une poussée de 425 newtons. Elle est assistée par deux groupes de quatre petits moteurs-fusées de 20 newtons qui sont utilisés pour le contrôle d'attitude et peuvent se substituer au moteur principal en cas de défaillance de celui-ci. Enfin, deux groupes de six petits moteurs-fusées de dix newtons sont utilisés pour désaturer les roues de réaction. Tous les moteurs utilisent la même combinaison d'ergols hypergoliques (NTO/MMH) qui sont mis sous pression par de l'hélium avant injection dans la chambre de combustion. Les ergols NTO/MMH sont stockés dans deux réservoirs en titane d'une capacité de 3 650 kg,.

#### Électricité
L'électricité est fournie par des panneaux solaires orientables de très grande taille (85 m2) pour compenser l'éloignement du Soleil qui fournissent 850 watts au niveau de Jupiter.

#### Contrôle d'attitude
La sonde est stabilisée sur 3 axes ; lorsqu'elle est en orbite autour de Ganymède, elle est mise en rotation autour d'un de ses axes pour stabiliser son orientation.

#### Télécommunications
Le système de télécommunications fonctionne en bande X et Ka ; il utilise une antenne fixe grand gain de 2,54 mètres de diamètre et une antenne à gain moyen orientable. Des antennes à faible gain sont utilisées lorsque la sonde spatiale se trouve en mode survie.

#### Contrôle thermique
Le système de régulation thermique de JUICE doit lui permettre de maintenir une température compatible avec la plage de fonctionnement des équipements aussi bien près du Soleil au niveau de l'orbite de Vénus (flux solaire de 3 300 W/m2) qu'au niveau de Jupiter (flux solaire de 46 W/m2). Il doit rejeter ou, au contraire, produire de la chaleur en tenant compte à la fois de la phase de vol (éloignement du Soleil), de l'orientation de la sonde spatiale (face exposée à la chaleur), du type d'équipement (degré de tolérance aux variations thermiques, producteur ou non de chaleur) et de son utilisation (lorsqu'un instrument fonctionne, il génère de la chaleur, mais lorsqu'il est au repos il doit être éventuellement réchauffé). La sonde spatiale doit pouvoir faire face aux longues éclipses (jusqu'à 4,8 heures) une fois en orbite autour de Jupiter. Les capteurs des instruments ont des contraintes de température très variables. Les composants électroniques des instruments et les équipements assurant le support (télécommunications, ordinateurs embarqués…) qui sont placés dans les deux caissons blindés doivent quant à eux être maintenus dans une plage de température comprise entre −20 °C et +50 °C. Différentes stratégies sont mises en œuvre pour satisfaire ces différentes contraintes thermiques. La face de la sonde spatiale généralement tournée vers le Soleil (-X) est protégée des flux solaires élevés par l'antenne parabolique grand gain. Des tissus isolants multicouches entourent la plupart des équipements exposés dans l'espace ainsi que le corps de la sonde spatiale. Des résistances chauffantes sont installées un peu partout pour remonter si nécessaire la température. Certains instruments sont reliés via un matériau conducteur thermique à des radiateurs individuels pour dissiper la chaleur de leur électronique ou au contraire à des doigts de refroidissement. Dans les deux caissons blindés un fluide caloporteur circule dans un réseau de tubulures pour évacuer la chaleur excédentaire vers un radiateur placé sur une face de la sonde spatiale non exposée au Soleil

## Déroulement de la mission
| Événement                              | Date                           | Orbite |
| -------------------------------------- | ------------------------------ | ------ |
| Lancement depuis Kourou                | 14 avril 2023                  |        |
| Survol Terre-Lune                      | 19-20 août 2024                |        |
| Survol Vénus                           | 31 août 2025                   |        |
| Survol Terre                           | 29 septembre 2026              |        |
| Survol Terre                           | 18 janvier 2029                |        |
| Insertion en orbite autour de Jupiter  | juillet 2031                   |        |
| Réduction altitude orbite              | Juillet 2031 - juin 2032       |        |
| Survols d'Europe (2)                   | Juillet 2032                   |        |
| Survols Callisto                       | Août 2032 - août 2033          |        |
| Transfert vers l'orbite de Ganymède    | Novembre 2033 - novembre 2034  |        |
| Insertion en orbite autour de Ganymède | Décembre 2034                  |        |
| Étude de Ganymède depuis l'orbite      | Décembre 2034 - septembre 2035 |        |
| Fin de mission                         | Septembre 2035                 |        |

La mission de JUICE comprend deux phases principales : le transit entre la Terre et Jupiter d'une durée de 7,6 années et la phase scientifique dans le système jovien. Les missions vers les planètes externes, lorsque, comme dans le cas de JUICE, elles comportent une insertion en orbite, imposent l'emport d'une grande quantité d'ergols. La trajectoire a été optimisée pour limiter leur masse de manière qu'elle soit compatible avec la capacité d'emport du lanceur Ariane 5 utilisé pour lancer la sonde spatiale. La deuxième contrainte qui a contribué à définir la trajectoire est la nécessité de réduire l'exposition de la sonde spatiale aux rayonnements des ceintures de radiation de Jupiter.

### Lancement et déploiement des équipements en orbite (avril 2023)

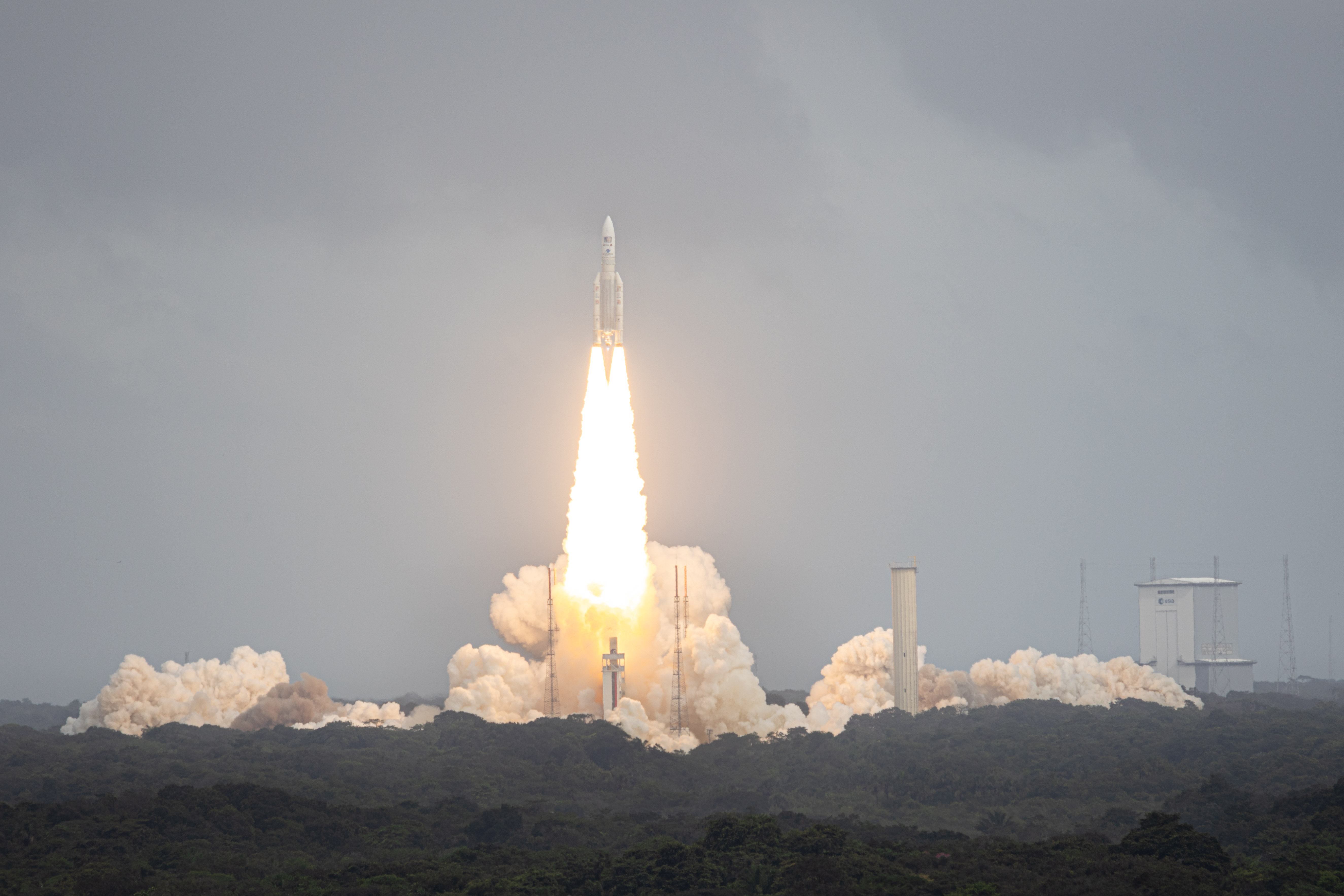
Lancement de la sonde JUICE par Ariane 5 le 14 avril 2023 depuis le Centre spatial guyanais.

JUICE est lancée par une fusée Ariane 5 ECA, la version la plus puissante de ce lanceur dont c'est l'avant dernier vol. Des fenêtres de lancement ont été identifiées en 2022, 2023, 2024 et 2025. La fenêtre de lancement qui s'ouvre en juin 2022 permet de limiter la durée de transit à 7,8 années, alors que celle-ci est de neuf ans pour les fenêtres suivantes. Pour que la trajectoire prévue puisse être réalisée, la Terre et Jupiter doivent être alignés, ce qui ne se produit que rarement et brièvement. La première opportunité de lancement depuis Kourou a lieu le 13 avril 2023 à 14 h 15 CEST et d'autres fenêtres sont ouvertes jusqu'à fin avril. Au-delà de cette date, le lancement devra être reporté en août,. La première tentative de lancement le 13 avril est reportée au jour suivant en raison d'un risque d'éclairs. La fusée est purgée de ses ergols cryogéniques, hydrogène et oxygène liquides, avant un nouveau départ de son compte à rebours,. Le 14 avril 2023, la fusée décolle du complexe ELA-3 du Centre spatial guyanais à 12 h 14 min 36 s UTC. La trajectoire du lanceur est conforme à ce qui est attendu. La sonde se sépare quelques minutes plus tard d'Ariane 5 avec succès.
En attente de l'acquisition du signal, le Centre européen des opérations spatiales (ESOC) établit finalement le contact avec JUICE à 13 h 4 min UTC[pertinence contestée] par l'intermédiaire de la station de suivi de New Norcia, et la sonde spatiale achève le déploiement de ses panneaux solaires à 13 h 33 min UTC (une étape critique de cette phase de la mission d'autant que ces panneaux solaires ont une envergure totale de 27 mètres). Les paramètres orbitaux visés sont optimaux, la précision sur le demi-grand axe atteint 100 m, alors que la marge acceptable est de 825 km. En conséquence, la manœuvre de correction de trajectoire qui était prévue est annulée, ce qui permet d'économiser du carburant donc de prolonger la mission. Le déploiement des antennes de la sonde spatiale est effectué, toutefois la sonde spatiale ne parvient à déployer complètement l'antenne de 16 mètres utilisée par le radar RIME que sur un tiers de sa longueur. Les équipes au sol émettent l'hypothèse qu'une petite goupille située près du système de déploiement est à l'origine de ce blocage et qu'il suffirait de déplacer celle-ci de quelques millimètres pour permettre d'achever le déploiement de l'antenne. Elles prévoient d'effectuer une manœuvre permettant de secouer la sonde spatiale, suivie par plusieurs rotations pour libérer l'antenne. L'antenne RIME est enfin déployée le 12 mai 2023.

### Transit vers Jupiter de 2023 à 2031 (prévisionnel)

Animation de JUICE autour du Soleil.
Soleil
Terre
JUICE
Vénus
223 Rosa
Jupiter

Le lanceur Ariane 5 n'est pas assez puissant pour lancer la sonde spatiale JUICE à une vitesse lui permettant d'atteindre Jupiter en suivant une trajectoire directe. Il faudrait un lanceur trois à quatre fois plus puissant pour fournir une vitesse qui lui permette de sortir du puits gravitationnel à une vitesse suffisante. Aussi, pour rejoindre le système jovien, JUICE utilise à quatre reprises l'assistance gravitationnelle des planètes intérieures, entre 2024 et 2029. Chacune de ces manœuvres permet d'accroitre sa vitesse. La première, qui enchaine un survol de la Lune et un de la Terre (une première spatiale), a lieu les 19 et 20 août 2024. La planète Vénus fournit la deuxième assistance gravitationnelle le 31 août 2025. Enfin, la Terre (sans la Lune) est survolée le 29 septembre 2026 puis le 18 janvier 2029. La sonde spatiale doit passer au plus près du Soleil lors de son survol de Vénus, à une distance de 0,64 unité astronomique de l'astre. Le système de contrôle thermique de la sonde spatiale est dimensionné en prenant en compte cette phase,.

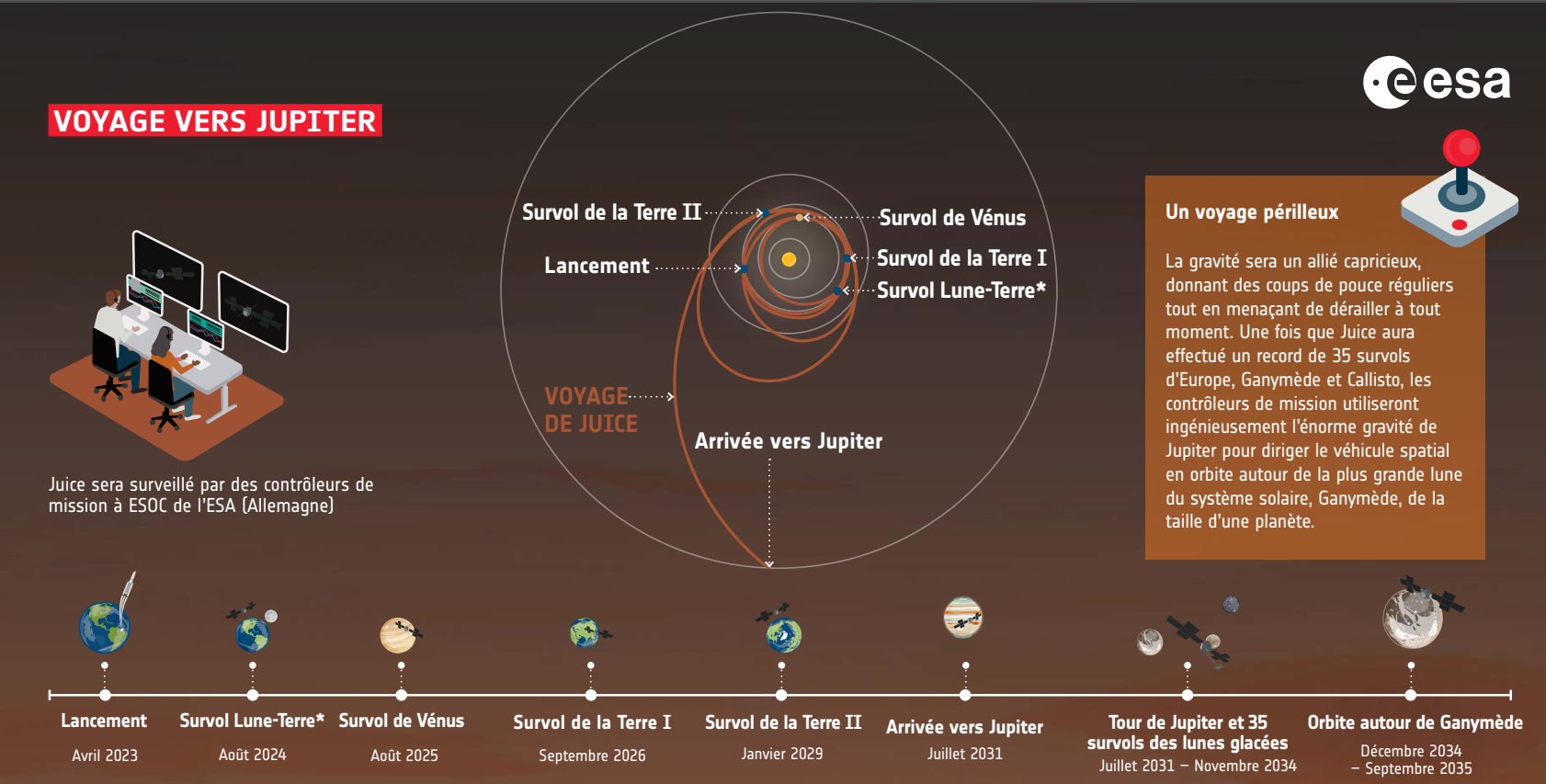
Déroulement de la mission (source : ESA).
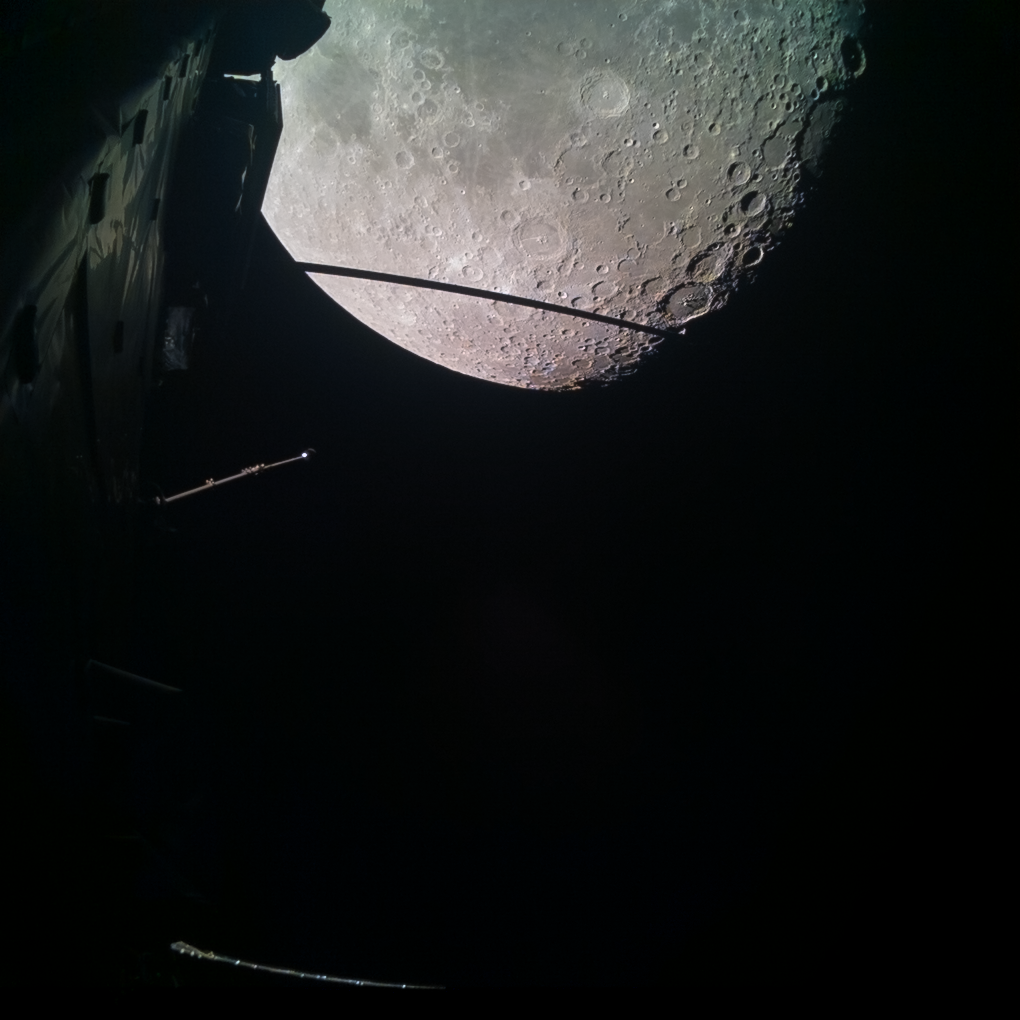
Vue de la Lune lors de son survol en août 2024.

### Mission scientifique dans le système jupitérien

#### Insertion en orbite autour de Jupiter (juillet 2031 - juin 2032)

Animation de JUICE autour de Jupiter.
JUICE
Jupiter
Ganymède
Callisto
Europe

La mission scientifique démarre dès l'entrée dans le système jovien. JUICE arrive dans celui-ci avec une vitesse de l'ordre de 5,7 km/s. Pour limiter la quantité d'ergols nécessaire à l'insertion en orbite autour de Jupiter, la sonde spatiale survole d'abord Ganymède à une distance de 400 kilomètres et utilise son assistance gravitationnelle pour réduire sa vitesse de 300 m/s. Sept heures trente minutes plus tard, la sonde spatiale utilise sa propulsion principale pour réduire sa vitesse de 900 m/s supplémentaires, ce qui lui permet de s'insérer sur une orbite elliptique très haute d'une période de 272 jours autour de Jupiter (juillet 2031). L'excentricité de l'orbite est réduite à 57 jours après avoir bouclé un premier tour en utilisant de nouveau l'assistance gravitationnelle de Ganymède, puis à 36 jours en utilisant la même manœuvre. Ces manœuvres permettent également de modifier le plan orbital de la sonde spatiale par rapport au plan équatorial de Jupiter. L'inclinaison de celui-ci passe d'une valeur comprise entre 3 et 5° à l'entrée dans le système jupitérien à 0°. Une quatrième assistance gravitationnelle de Ganymède est utilisée pour transférer la sonde spatiale sur une orbite qui doit lui permettre de survoler Callisto de manière que l'assistance gravitationnelle de cette dernière permette le survol d'Europe.

#### Survol d'Europe (juillet 2032)
La sonde effectue les deux seuls survols d'Europe prévus au cours de la mission immédiatement après le premier survol de Callisto. Pour que le survol d'Europe se passe dans les meilleurs conditions d'éclairement, il est nécessaire que la vitesse résultant du survol de Callisto soit très proche de ce qui est planifié (précision de quelques mètres par seconde).

#### Étude de Jupiter sur une orbite inclinée (août 2032 - août 2033)
La sonde spatiale utilise l'assistance gravitationnelle de Callisto, puis de Ganymède et de nouveau de Callisto pour réduire sa vitesse par rapport à Callisto de 5 à 4 km/s. Les trois survols suivants de Callisto sont utilisés pour accroître l'inclinaison par rapport au plan équatorial de Jupiter jusqu'à une valeur d'environ 26°, ce qui permet d'étudier l'environnement de Jupiter et sa région polaire. Trois nouveaux survols de Callisto sont utilisés pour ramener le plan orbital de JUICE dans le plan équatorial de Jupiter, incliner son orbite autour de Jupiter, et effectuer une dizaine de survols de Callisto.

#### Insertion en orbite autour de Ganymède (novembre 2033 - novembre 2034)

Animation de JUICE autour de Ganymède.
JUICE
Ganymède

La vitesse relative à Ganymède de JUICE est d'environ 3,8 km/s et la sonde spatiale ne dispose par de suffisamment d'ergols pour s'insérer dans ces conditions en orbite autour de Ganymède. La sonde spatiale doit d'abord réduire sa vitesse en utilisant successivement l'assistance gravitationnelle de Ganymède, puis de Callisto, et une nouvelle fois de Callisto. Sa vitesse relative a alors chuté à 1,6 km/s. Une dernière assistance gravitationnelle de Callisto est utilisée pour ajuster l'angle du plan orbital autour de Ganymède avec la direction du Soleil. Ces manœuvres s'échelonnent sur une durée de 11 mois et cette période est mise à profit pour étudier le plasma et la magnétosphère entre les lunes.

#### Étude de Ganymède depuis l'orbite de Ganymède (décembre 2034 - septembre 2035)
Enfin, la sonde se place sur différentes orbites polaires autour de Ganymède. Durant une première phase de 30 jours, la sonde circule sur une orbite elliptique de 10 000 × 200 km, puis 90 jours sur une orbite circulaire de 5 000 km. La sonde spatiale réduit ensuite son orbite à 10 000 × 200 km et étudie la lune depuis celle-ci durant une période de 30 jours. Une nouvelle manœuvre la place sur une orbite circulaire de 500 km d'où elle étudie Ganymède durant 102 jours. Enfin, la sonde spatiale se place sur une orbite circulaire de 200 km pour une durée de 30 jours. La mission principale s'achève en septembre 2035,.
Il est prévu que 1,4 gigabits de données soient transmises quotidiennement à la station terrienne de Malargüe. Les données collectées durant l'ensemble de la mission primaire se répartissent de la manière suivante en volume : étude de Ganymède avant l'insertion de JUICE en orbite autour de la lune (6 %) et après son insertion en orbite (24 %), étude des zones actives de la lune Europe (10 %), étude de Callisto en tant que représentant des formes primitives du système jovien (14 %), caractéristiques de l'atmosphère de Jupiter (21 %), étude de la magnétosphère de Jupiter (21 %) et étude du système de satellites et des anneaux de Jupiter (4 %).

## Traitement et utilisation des données scientifiques collectées
Les données scientifiques collectées par JUICE sont collectées par des stations au sol réparties sur l'ensemble de la planète et transmises au centre ESOC situé en Allemagne. Les données brutes sont étalonnées et converties dans un format utilisable par les équipes scientifiques attachées à chaque instrument. Elles sont mises au standard permettant leur stockage dans la base de données de l'Agence spatiale européenne gérée par l'établissement ESAC situé en Espagne. Les données sont mises à disposition de l'ensemble de la communauté scientifique qui les utilise pour faire progresser la science planétaire et planifier de nouvelles missions.